# NGC 124

NGC 124

NGC 124 هي مجرة، تتبع كوكبة قيطس. اكتشفها فيلهلم تمبل في 27 سبتمبر 1880.

## روابط خارجية
- NGC 124 على موقع ويكي سكاي: DSS2, SDSS, GALEX, IRAS, Hydrogen α, X-Ray, Astrophoto, Sky Map, Articles and images